# 1997 MTV Video Music Awards
Церемонія нагородження MTV Video Music Awards 1997 відбулася в прямому ефірі 4 вересня 1997 року, вшановуючи найкращі музичні відео, що вийшли з 17 червня 1996 року по 16 червня 1997 року. Ведучим шоу, яке пройшло у Radio City Music Hall у Нью-Йорку, був Кріс Рок.
Американський співак Бек отримав п'ять нагород. Британський ейсид-джазовий гурт Jamiroquai отримав чотири нагороди, включно з «Відео року». Єдиним іншим багаторазовим переможцем того вечора був британський танцювальний ансамбль The Prodigy, який забрав додому як американську, так і європейську нагороди «Вибір глядачів», що зробило їх першим артистом в історії VMA, який отримав дві нагороди «Вибір глядачів» в одному році.
Що стосується номінацій, то Jamiroquai домінували в цій галузі, загалом десять номінацій за відео на пісню «Virtual Insanity». На другому місці опинився Бек, який отримав загалом сім згадок: п'ять за «The New Pollution» та дві за «Devils Haircut». Нарешті, Nine Inch Nails посіли третє місце з п'ятьма номінаціями за «The Perfect Drug», але на відміну від Бека та Jamiroquai, Nine Inch Nails не виграли жодного разу.

## Виступи
Онлайн-трансляція MTV.com
- Мередіт Брукс[5]

Розігрів
- Foo Fighters — «Monkey Wrench»
- The Mighty Mighty Bosstones — «The Impression That I Get[en]»
- Foo Fighters — «Everlong»[6]

Головне шоу
- Пафф Дедді — «Mo Money Mo Problems[en]» (за участю Мейза), «I'll Be Missing You[en]» (за участю Фейт Еванс, 112 і Стінга)
- Джуел — «Angel Standing By»
- The Prodigy — «Breathe»
- The Wallflowers[en] (за участю Брюса Спрінгстіна) — «One Headlight[en]»
- Lil' Kim, Da Brat, Міссі Елліотт, Ліза Лопес та Енджі Мартінес — «Not Tonight[en]»
- U2 — «Please[en]»
- Бек — «The New Pollution[en]»
- Spice Girls — «Say You'll Be There[en]»
- Jamiroquai — «Virtual Insanity[en]»
- Мерилін Менсон — «The Beautiful People»

## Переможці
- Відео року: Jamiroquai — «Virtual Insanity[en]»
- Найкраще чоловіче відео: Бек — «Devils Haircut[en]»
- Найкраще жіноче відео: Джуел — «You Were Meant for Me[en]»
- Найкраще відео гурту: No Doubt — «Don't Speak»
- Найкраще відео нового артиста: Фіона Епл — «Sleep to Dream[en]»
- Найкраще рок-відео: Aerosmith — «Falling in Love (Is Hard on the Knees)[en]»
- Найкраще R&B-відео : Puff Daddy (за участю Faith Evans і 112) — «I'll Be Missing You[en]»
- Найкраще реп-відео: The Notorious BIG — «Hypnotize[en]»
- Найкраще танцювальне відео: Spice Girls — «Wannabe[en]»
- Найкраще альтернативне відео: Sublime – «What I Got[en]»
- Найкраще відео з фільму: Вілл Сміт — «Men in Black[en]» (з фільму «Люди в чорному»)
- Революційне відео: Jamiroquai — «Virtual Insanity»
- Найкраща режисура у відео: Бек — «The New Pollution» (Режисер: Бек Хансен)
- Найкраща хореографія у відео: Бек — «The New Pollution» (хореограф: Пеггі Хікі)
- Найкращі спецефекти у відео: Jamiroquai — «Virtual Insanity» (спецефекти: Джонатан Глейзер і Шон Бротон)
- Найкраща художня режисура у відео: Бек — «The New Pollution» (художній керівник: К. К. Барретт)
- Найкращий монтаж у відео: Бек — «Devils Haircut» (Редактор: Хенк Корвін)
- Найкраща операторська робота у відео: Jamiroquai — «Virtual Insanity» (оператор: Стівен Кіт-Роуч)
- Вибір глядачів: The Prodigy — «Breathe»
- Міжнародний вибір глядачів MTV Asia: The Eraserheads[en] — «Ang Huling El Bimbo»
- Міжнародний вибір глядачів MTV Australia: Silverchair — «Freak»
- Міжнародний вибір глядачів MTV Brasil: Skank[en] — «É uma Partida de Futebol»
- Міжнародний вибір глядачів MTV Europe: The Prodigy — «Breathe»
- Міжнародний вибір глядачів MTV India: Аша Бхосле — «O Mere Sona Re»
- Міжнародний вибір глядачів MTV Japan: Chara — «Yasashii Kimochi»
- Міжнародний вибір глядачів MTV Latin America: Café Tacuba — «Chilanga Banda»
- Міжнародний вибір глядачів MTV Mandarin: Mavis Fan — «Bartender Angel»
- Премія Майкла Джексона: LL Cool J, Марк Романек